# Championnat des Îles Turques-et-Caïques de football 2009-2010
Navigation
MFL Super 4s 2008-2009 MFL Super 4s 2010-2011
La saison 2009-2010 de MFL Super 4s est la 12e édition du Championnat des Îles Turques-et-Caïques de football. Le championnat oppose quatre clubs des Îles Turques-et-Caïques en une série de douze rencontres jouées durant la saison de football. Les quatre clubs participants au championnat sont confrontés à quatre reprises aux trois autres. Elle a débuté le 10 octobre 2009 et s'est terminée le 27 février 2010.
Au début de la saison, l'OHS Express fusionne avec le Provopool FC.

## Compétition

### Classement
Le classement est établi sur le barème de points classique (victoire à 3 points, match nul à 1, défaite à 0).
| Rang | Équipe       | Pts | J  | G | N | P | Bp | Bc | Diff |
| ---- | ------------ | --- | -- | - | - | - | -- | -- | ---- |
| 1    | AFC Academy  | 19  | 12 | 5 | 4 | 3 | 31 | 25 | +6   |
| 2    | Provopool FC | 18  | 12 | 5 | 3 | 4 | 36 | 20 | +16  |
| 3    | AFC National | 17  | 12 | 4 | 5 | 3 | 22 | 17 | +5   |
| 4    | SWA Sharks   | 12  | 12 | 4 | 0 | 8 | 26 | 53 | -27  |

## MFL Super 4s Awards[1]

### Prix individuels
- Meilleur buteur : Horace James
- Jeune Joueur de l'année : Marco Fenelus
- Joueur de l'année : James Rene
- Entraîneur(s) de la saison : Gary Brough & Jon Flanagan

### Équipe type de l'année
- Chris Bryan, défenseur : AFC National
- Marlon Hibbert, défenseur : Provopool FC
- Woody Gibson, défenseur : AFC Academy
- James Rene, défenseur (capitaine): AFC National
- Agenor Joseph, défenseur : AFC National
- George Brough, milieu de terrain : AFC Academy
- Alex Bryan, milieu de terrain : AFC Academy
- Lagneau Brumvert, milieu de terrain : AFC National
- Syed Hussan, milieu de terrain : SWA Sharks
- Lenford Singh, attaquant : Provopool FC
- Marco Fenelus, attaquant : AFC Academy